# Oliver Ringelhahn
Oliver Ringelhahn (* 1969 in Tulln an der Donau) ist ein österreichischer Opern-, Operetten-, Lied- und Oratoriensänger (Tenor).

## Leben
Ringelhahn verbrachte seine Kindheit und Jugend in Großweikersdorf. Im Stift Altenburg war er viele Jahre Mitglied der Altenburger Sängerknaben unter der Leitung von Leopold Friedl. Er studierte Sologesang an der Universität für Musik und darstellende Kunst in Wien, unter anderem bei Franz Lukasovsky und Gerhard Kahry. 
Anschließend wurde er Ensemblemitglied des Landestheaters Linz, Gärtnerplatztheaters München, der Volksoper Wien und der Sächsischen Staatsoper in Dresden.
In dieser Zeit begann Ringelhahns internationale Karriere. Er sang vor allem die großen Tenor-Partien seines Faches von Wolfgang Amadeus Mozart wie beispielsweise den Pedrillo, den Don Polidoro, sowie in Opern von Richard Strauss den Matteo aus Arabella, den Brighella in Ariadne auf Naxos und den Valzacchi im Rosenkavalier. Er hatte Auftritte in Hamburg, Monte Carlo, Amsterdam, Genf, Genua, Wien, Dresden, Marseille, Berlin, München, Tokyo, Sao Paulo, bei den Salzburger Festspielen, beim Lucerne Festival und beim International Festival Macau. 
Außerdem sang er bei den Schlossfestspielen Langenlois im August 2013 die Rolle des Grafen Balduin Zedlau in der Operette Wiener Blut von Johann Strauss und ist ständiger Gast am Theater an der Wien.
Oliver Ringelhahn ist ebenfalls als Konzertsänger tätig. Zu seinem Repertoire gehören unter anderem Lieder von Benjamin Britten, Hugo Wolf, Wolfgang Amadeus Mozart, Franz Schubert und Bach.

## Diskografie

### DVD
- Wolfgang Amadeus Mozart: Le nozze di Figaro von den Salzburger Festspielen (Nikolaus Harnoncourt/Claus Guth) mit Anna Netrebko
- Franz Lehár: Die Lustige Witwe von der Semperoper Dresden (Manfred Honeck/Jerome Savary)
- Richard Wagner: Der Fliegende Holländer von der Nederlandse Opera (Hartmut Haenchen/Martin Kušej)
- Giuseppe Verdi: Rigoletto von der Semperoper Dresden (Fabio Luisi/Staatskapelle Dresden) mit Juan Diego Florez und Diana Damrau
- Richard Strauss: Der Rosenkavalier aus Tokyo (Fabio Luisi/Staatskapelle Dresden) mit Anne Schwanewilms

### CD
- Wolfgang Amadeus Mozart: Die Entführung aus dem Serail vom Landestheater Linz (Martin Sieghart/Bruckner Orchester)
- Franz Schubert: ES-Dur Messe  (Sir Charles Mackerras/Staatskapelle Dresden)
- Wolfgang Amadeus Mozart: Le nozze di Figaro von den Salzburger Festspielen (Nikolaus Harnoncourt/Wiener Philharmoniker)
- Paul Hindemith: Cardillac (Stefan Soltesz/Münchner Rundfunkorchester)